# La Ocasión (canción)
«La Ocasión» es una canción del productor puertorriqueño DJ Luian, el dúo de productores puertorriqueños Mambo Kingz y el cantante estadounidense De la Ghetto con el cantante estadounidense Arcángel y los cantantes puertorriqueños Ozuna y Anuel AA. Fue lanzado como sencillo por Hear This Music el 10 de febrero de 2016.

## Gráficos

### Gráficos semanales
| Gráfico (2016)                   | Lista posición |
| -------------------------------- | -------------- |
| Estados Unidos (Hot Latin Songs) | 21             |

### Gráficos de fin de año
| Gráfico (2016)                               | Posición |
| -------------------------------------------- | -------- |
| Estados Unidos (Hot Latin Songs) (Billboard) | 54       |

## Certificaciones
| Región                | Certificación               | Unidades vendidas |
| --------------------- | --------------------------- | ----------------- |
| España (PROMUSICAE)   | 1× Platino                  | 60,000            |
| Estados Unidos (RIAA) | 18× Platino (Latino)        | 1,080,000         |
| Estados Unidos (RIAA) | 4× Platino (Latino) (Remix) | 240,000           |

## Remix
Una versión remix fue lanzada el 8 de febrero de 2017 por DJ Luian y Mambo Kingz con Ozuna, De la Ghetto, Arcángel, Anuel AA, Daddy Yankee, Nicky Jam, Farruko, J Balvin y Zion.